# Rüegsau
Rüegsau är en ort och kommun i distriktet Emmental i kantonen Bern, Schweiz. Kommunen har 3 278 invånare (2023).
I kommunen finns även orterna Rüegsauschachen och Rüegsbach.